# Five in the Black
Five in the Black là album phòng thu tiếng Nhật thứ hai của Tohoshinki, phát hành ngày 14 tháng 3 năm 2007 bởi Rhythm Zone. Album được phát hành dưới hai phiên bản là CD only và CD+DVD bao gồm các PV được thêm.

## Danh sách bài hát
| CD  | CD                                | CD                                     | CD                                     | CD         |
| STT | Nhan đề                           | Phổ lời                                | Phổ nhạc                               | Thời lượng |
| --- | --------------------------------- | -------------------------------------- | -------------------------------------- | ---------- |
| 1.  | "Zion"                            | Curtis Richa                           |                                        | 3:02       |
| 2.  | "Sky"                             | H.U.B                                  | h-wonder                               | 5:30       |
| 3.  | "Begin"                           | Mai Osanai                             | Jin Nakamura                           | 5:34       |
| 4.  | "Choosey Lover"                   | Hiji Yoko                              | Ryuichiro Yamaki                       | 4:34       |
| 5.  | "Dead End"                        | H.U.B                                  | Paul Drew, Greig Watts, Pate Barringer | 3:17       |
| 6.  | "High Time"                       | jam                                    | Masataka Kitaura                       | 4:02       |
| 7.  | "Proud"                           | Ryoji Sonoda                           | Jin Nakamura                           | 5:10       |
| 8.  | "約束" (Yakusoku)                 | H.U.B                                  | Kentaro Fukushi                        | 4:49       |
| 9.  | "Miss You"                        | H.U.B                                  | Daisuke Suzuki                         | 4:42       |
| 10. | ""O"-正.反.合." ("O"-Sei.Han.Gō.) | Yoo Young-jin, H.U.B                   | Yoo Young-jin                          | 4:17       |
| 11. | "I’ll Be There"                   | Hwang Seong-je (BJJ), Yoo Janie, H.U.B | Hwang Seong-je (BJJ), Kantaro Fukushi  | 4:42       |
| 12. | "Step by Step"                    | H.U.B                                  | Hara Kazuhiro                          | 4:29       |
| 13. | "Hello Again"                     | H.U.B                                  | Daisuke Suzuki                         | 5:00       |

| CD Bonus Track | CD Bonus Track                                  | CD Bonus Track |
| STT            | Nhan đề                                         | Thời lượng     |
| -------------- | ----------------------------------------------- | -------------- |
| 14.            | "Begin (A Capella version)"                     |                |
| 15.            | "miss you (ballad version)"                     |                |
| 16.            | "A Whole New World (First Press Special Track)" |                |

| DVD | DVD                                         | DVD        |
| STT | Nhan đề                                     | Thời lượng |
| --- | ------------------------------------------- | ---------- |
| 1.  | "Rising Sun (PV)"                           |            |
| 2.  | "Begin (PV)"                                |            |
| 3.  | "Sky (PV)"                                  |            |
| 4.  | "miss you (PV)"                             |            |
| 5.  | "'O' - Sei・Han・Gou ('O'‐正・反・合) (PV)" |            |
| 6.  | "Step by Step (PV)"                         |            |
| 7.  | "Choosey Lover (PV)"                        |            |
| 8.  | "Off Shot Movie (First Press Only)"         |            |

## Xếp hạng và lượng tiêu thụ

### Oricon sales charts (Nhật)
| Ngày phát hành      | Chart                       | Thứ hạng cao nhất | Tổng lượng tiêu thụ | Chart Run |
| ------------------- | --------------------------- | ----------------- | ------------------- | --------- |
| 14 tháng 3 năm 2007 | Oricon Daily Albums Chart   | 6                 |                     |           |
| 14 tháng 3 năm 2007 | Oricon Weekly Albums Chart  | 10                | 26,686              | 18+       |
| 14 tháng 3 năm 2007 | Oricon Monthly Albums Chart |                   |                     |           |
| 14 tháng 3 năm 2007 | Oricon Yearly Albums Chart  | 294               | 42,792              |           |

| Tuần     | 1      | 2 |
| -------- | ------ | - |
| Tiêu thụ | 26,686 | ? |

### Korean Monthly Foreign Albums & Singles
| Ngày phát hành      | Chart               | Thứ hạng | Tổng lượng tiêu thụ |
| ------------------- | ------------------- | -------- | ------------------- |
| 27 tháng 3 năm 2007 | April Monthly Chart | 2        | 24,229              |
| 28 tháng 3 năm 2007 | May Monthly Chart   | 12       | 25,750              |

### Korea Yearly Foreign Albums & Singles
| Ngày phát hành      | Chart | Thứ hạng | Tổng lượng tiêu thụ |
| ------------------- | ----- | -------- | ------------------- |
| 27 tháng 3 năm 2007 | 2007  | 2        | 28,484              |

## Đĩa đơn
| Ngày phát hành      | Tiêu đề                  | Thứ hạng cao nhất | Chart run |
| ------------------- | ------------------------ | ----------------- | --------- |
| 21 tháng 6 năm 2006 | Begin                    | 15                | 5         |
| 16 tháng 8 năm 2006 | Sky                      | 6                 | 2         |
| 8 tháng 11 năm 2006 | miss you /"O"‐正・反・合 | 3                 | 3         |
| 24 tháng 1 năm 2007 | Step by Step             | 7                 | 4         |
| 7 tháng 3 năm 2007  | Choosey Lover            | 9                 | 1+        |

## Ngày phát hành
| Quốc gia | Ngày phát hành      |
| -------- | ------------------- |
| Nhật Bản | 27 tháng 3 năm 2007 |
| Hàn Quốc | 29 tháng 3 năm 2007 |